# Epidendrum wendtii
Epidendrum wendtii är en orkidéart som beskrevs av Eric Hágsater och Gerardo A. Salazar. Epidendrum wendtii ingår i släktet Epidendrum och familjen orkidéer. Inga underarter finns listade i Catalogue of Life.